# Eucereon rogersi
Eucereon rogersi là một loài bướm đêm thuộc phân họ Arctiinae, họ Erebidae.